# Lutterbeck (Moringen)
Lutterbeck ist ein Dorf in der Stadt Moringen. Es liegt an der L 547 südlich der Ahlsburg.

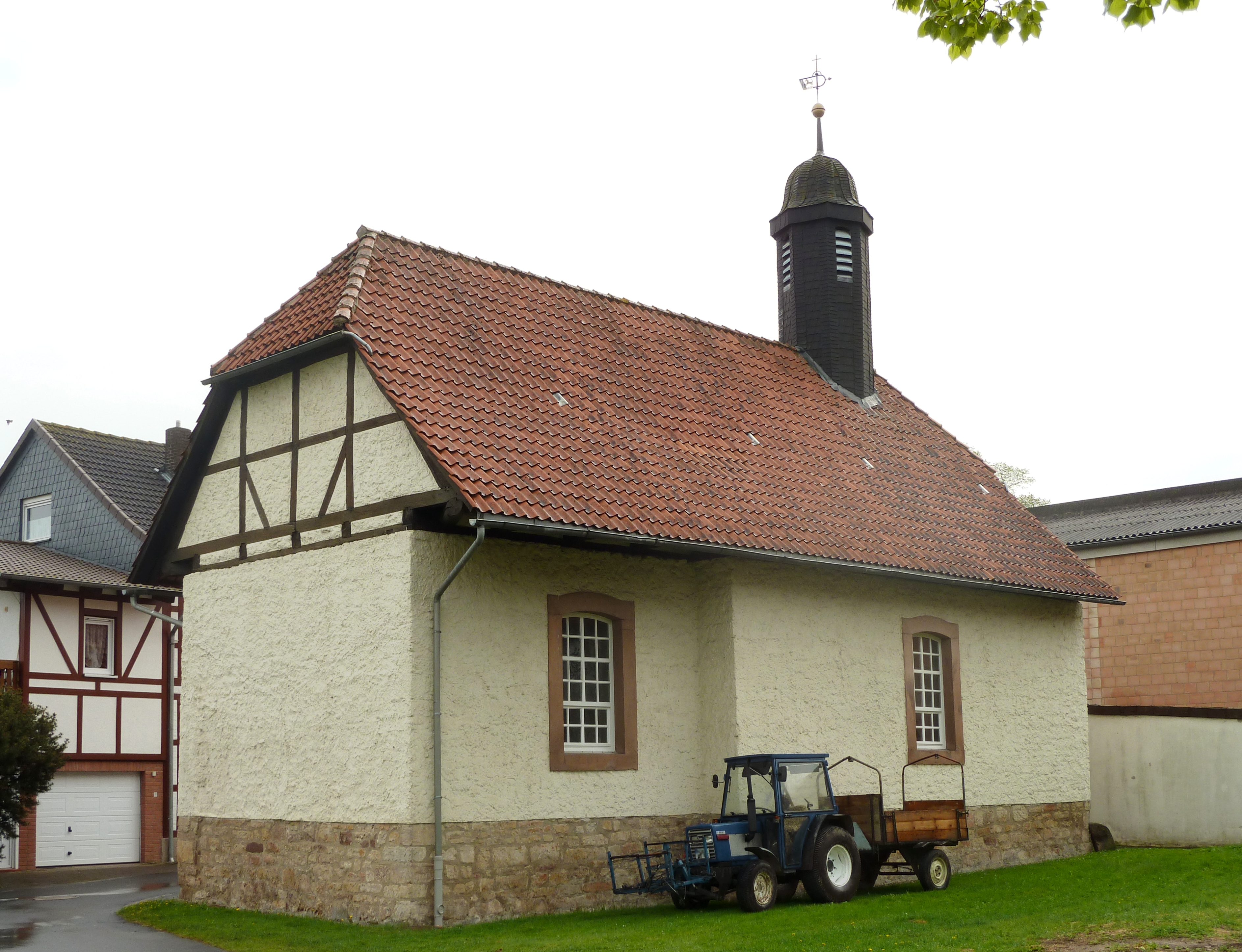
Georgskapelle

## Geschichte
Im Hochmittelalter wurde hier ein Hof beurkundet, der an das Kloster Amelungsborn fiel. Auch eine Georgskapelle war vorhanden. Im Zusammenhang mit einer Fehde nahe Einbeck gegen Wilhelm II. wurde das Dorf Ende des 15. Jahrhunderts zerstört. Das wiederaufgebaute Dorf gelangte über Erich I. an Joachim Götz von Olenhusen. Im Dreißigjährigen Krieg wurde es erneut zerstört. Im Jahre 1736 wurde die Kapelle ersetzt.
Die Kirche unterstand bis 1490 dem Kloster Lippoldsberg als Patron und als Sprengel dem Erzbischof von Mainz. Nachdem sie von diesen abgesondert und mit allen Freiheiten und Gerechtsamen ausgestattet wurde, fungierte sie fortan als ordentliche Pfarrkirche.
Am 1. März 1974 wurde Lutterbeck in die Stadt Moringen eingegliedert.

## Politik
Aufgrund der geringen Einwohnerzahl wird Lutterbeck nicht von einem Ortsrat, sondern von einem Ortsvorsteher vertreten. Aktueller Ortsvorsteher ist Marcus Pfüller.

## Kultur
Im Ort gibt es derzeit einen aktiven Verein, nämlich den Feuerwehrverein der Freiwilligen Feuerwehr Lutterbeck.